# Fala (pies)

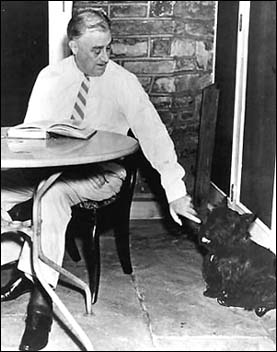
Franklin Delano Roosevelt z Falą w Warm Springs w Georgii

Fala (ur. 7 kwietnia 1940, zm. 5 kwietnia 1952) – szkocki terier, ulubiony pies prezydenta Stanów Zjednoczonych Franklina Delano Roosevelta, który przeszedł także do historii politycznej USA. Otrzymał imię Murray the Outlaw of Falahill, skrócone później do Fala.

Fala stał się nieomalże częścią wizerunku prezydenta i wszedł do historii wyborów prezydenckich w roku 1944 za sprawą przemówienia, jakie w trakcie kampanii wygłosił Roosevelt. Nawiązując do kampanii oszczerstw, jaką prowadzili republikanie przeciwko niemu, Roosevelt wygłosił jedno ze swoich najbardziej dowcipnych i przemawiających do wyobraźni przemówień: 

Przywódcy republikańscy nie ograniczają się do ataków na mnie, na moją żonę, moje dzieci. Teraz obrali za przedmiot swoich napaści Bogu ducha winnego pieska Falę. Inwektywy i oszczerstwa nie mogą dotknąć mnie, ani mojej rodziny, ale Fala czuje się dotknięty do żywego... Republikańscy łgarze wymyślili, że pewnego razu przez zapomnienie zostawiłem Falę na Aleutach, że wysłałem po niego torpedowiec i że kosztowało to podatników dwa albo trzy albo osiem albo nawet dwadzieścia milionów dolarów – jego szkocka dusza była wściekła. Fala nigdy nie był na Aleutach, dowiedziawszy się więc o kłamliwych zarzutach republikańskich głośno zaprotestował i stracił na humorze... Wydaje mi się, że i ja mam prawo zaprotestować przeciwko zniesławianiu mojego pieska.

 Roosevelt wygrał wówczas wybory, pokonując republikanina Thomasa Deweya.
Fala towarzyszył też swemu panu podczas konferencji, na której uchwalono Kartę Atlantycką. W roku 1943 został bohaterem krótkiej serii karykatur Alana Fostera Mr. Fala of the White House. Po śmierci Roosevelta w roku 1945 mieszkał z jego żoną, Eleanor. Jest też uwieczniony w rzeźbie obok Roosevelta w Waszyngtonie.